# 虹螺山水库
虹螺山水库是中国辽宁省葫芦岛市连山区张相公屯乡境内的一座水库，位于女儿河支流倒流河上，建于1958年。水库正常库容为700万立方米，集雨面积为33平方千米，海拔为27米。